# گرما و ارتفاع

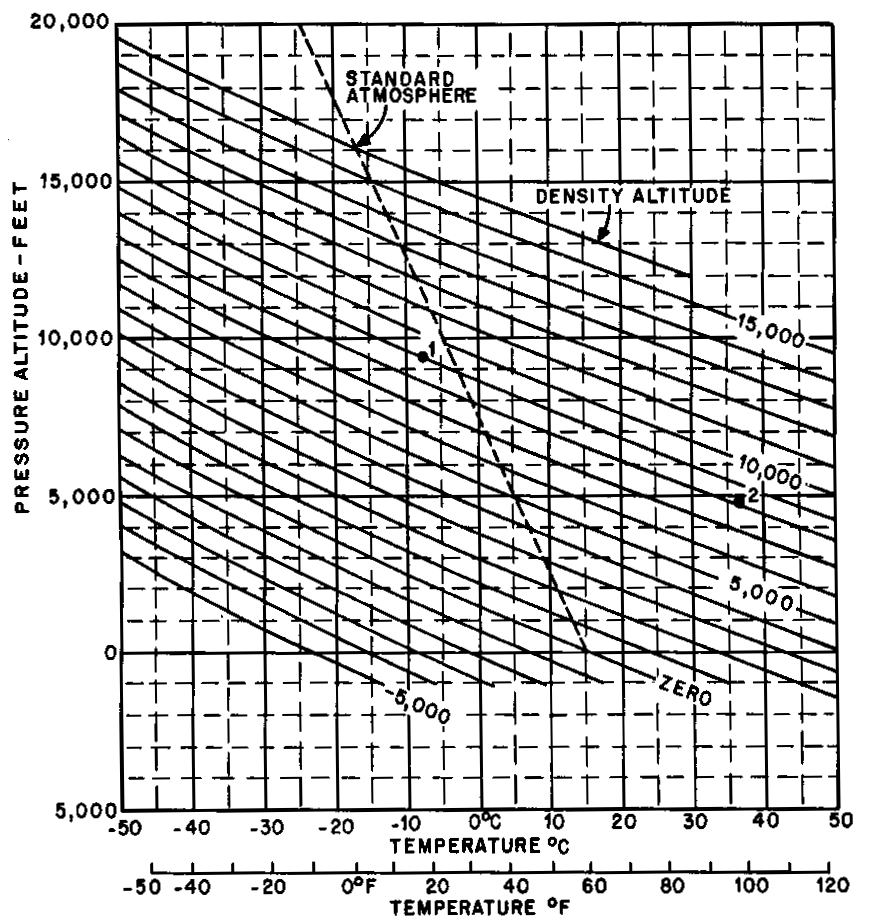
نمایی از نمودار محاسبهٔ ارتفاع چگالی. از نمودار می‌توان فهمید که دمای ۵۰ درجهٔ سانتیگراد در سطح دریا، همان چگالی را در ۴۰۰۰ فوت و ۱۵ درجهٔ سانتیگراد می‌دهد. به‌طور مشابه، چگالی در ۵۰۰۰ فوت «طبیعی» است اگر دما در همان‌زمان، منفیِ ۳۰ درجه (۳۰-) سانتی‌گراد باشد.

در صنعت هوانوردی، گرما و ارتفاع شرایطی است که موجب کاهش چگالی هوا در اثر دمای بالای محیطی یا ارتفاع زیاد فرودگاه می‌شود. چگالی هوا بر اثر افزایش دما و ارتفاع کاهش می‌یابد. در هر اندازه سرعت سیر هوایی واقعی (True Airspeed)، چگالی پایین‌تر هوا باعث کاهش مقدار نیروی بالا برندهٔ (برآر) تولید شده توسط بال‌ها یا پروانه‌های هواپیما می‌شود که این خود باعث اختلال احتمالی در عملکرد هواپیما و در نتیجه عدم توانایی آن در عملکرد ایمن می‌شود. کاهش چگالی هوا همچنین باعث کاهش عملکرد موتور هواپیما و در نتیجه پیچیده‌تر شدن تأثیر گرما و ارتفاع می‌شود. خلبان‌ها چگالی هوا را بر اساس ارتفاع محاسبه می‌کنند.
شرایط "گرماً و "ارتفاع" جز در شرایط استثنایی لازم نیست که به‌طور هم‌زمان وجود داشته باشند. در صورت وجود ارتفاع، یک فرودگاه دارای شرایط "گرما و ارتفاع" در نظر گرفته می‌شود بدون اینکه حتی شرایط گرما وجود داشته باشد و برعکس این موضوع نیز برقرار است. دمای هوا می‌تواند در ساعت‌های مختلف مقادیر متفاوتی داشته باشد در حالی که ارتفاع یک فرودگاه همیشه ثابت است. این حقیقت که دمای هوا در ارتفاعات بالاتر کاهش می‌یابد محدود شدن تأثیر گرما و ارتفاع به محدوده ایی مشخص می‌شود.

## تأثیرات منفی شرایط گرما و ارتفاع
- هواپیماها برای برخاستن از زمین در این شرایط به‌طور بالقوه نیازمند مسیری طولانی‌تر از باندهای متعارف می‌باشند.
- چگالی کم هوا باعث اختلال در توانایی هواپیما برای صعود می‌شود. در بعضی موارد ممکن است هواپیما قادر به صعود کافی برای عبور از موانع کوهستانی در یک فرودگاه مرتفع نشود.
- بالگردها ممکن است برای انجام عملیات هوابرد مجبور به انجام عملیات در بخش سایه دار جدول ارتفاع-سرعت (جدولی که حاوی گرافی برای مشخص نمودن مشخصات پروازی امن برای یک مدل بخصوص بالگرد می‌باشد) شوند.
- بعضی از وسایل پرنده، بخصوص هواپیماهای سبک مختص پروازهای معمولی و نیز بالگردهای قدیمی، دارای سقف پروازی چنان پایینی هستند که ممکن است در صورت تلاش برای حفظ وضعیت پرواز ثابت در این شرایط، به راحتی دچار واماندگی(stall) شوند. در بعضی موارد هواپیما با استفاده از مزیت دمای پایین اقدام به فرود در فرودگاه‌های مرتفع نموده‌است قبل از اینکه بر اثر افزایش دما و کاهش چگالی هوا دچار مشکل شود.
- گلایدرها نسبت به شرایط «گرما و ارتفاع» بسیار آسیب‌پذیر هستند. البته قبل از جدا شدنشان از هواپیمای کشنده(powered aircraft)، بایستی در یک ارتفاع حداقلی از سطح زمین باشند.
- هواپیمای دارای بار بیش از حد مجاز به صورت تصاعدی در معرض خطر بیشتری تحت این شرایط می‌باشد. یکی از سوانح قابل توجه در این مورد مربوط به هواپیمای Jessica Dubroff در سال ۱۹۹۶ در فرودگاه Cheyenee در وایو مینگ می‌باشد. فرودگاه دارای ارتفاع ۶۱۵۹ فوت (۱۸۷۸ متر بود).